# Calle de Máiquez
La calle de Máiquez es una vía pública de la ciudad española de Madrid, situada en los barrios de Ibiza y Goya, distritos de Retiro y Salamanca.

## Descripción
La vía nace de la calle de Jorge Juan, donde conecta con la de Lombía, y discurre hasta llegar a la del Doce de Octubre. Honra con el título al actor cartagenero Isidoro Máiquez (1768-1820). Aparece descrita en Las calles de Madrid (1889) de Hilario Peñasco de la Puente y Carlos Cambronero con las siguientes palabras:

Máiquez. Comienza en la calle de Jorge Juan y termina en el campo. Es de apertura moderna. Isidoro Máiquez nació en Cartagena en 1766. Sus primeros años los pasó en un taller de tejidos de sedas; pero poco conforme con el destino que la casualidad le había deparado, buscó mayores horizontes á su genio y se dedicó al teatro, donde alcanzó gloriosa fama. En 1799 marchó á París con objeto de estudiar al célebre Talma, y supo aprovechar las lecciones del maestro sin prescindir de su personalidad y carácter, ni convertirse en un imitador. Según cuentas que tenemos á la vista, Máiquez ganaba setenta reales diarios. Entre las obras en que más brillaba figuran: Otelo, Pelayo, Orestes, García del Castañar, El mejor alcalde el Rey, El tetrarca de Jerusalén, etc. Murió en Granada en 1820.
(Peñasco de la Puente y Cambronero, 1889, p. 310)